# 18.º distrito electoral de Chile
El decimoctavo distrito electoral de Chile es un distrito electoral ubicado en la Región del Maule que elige cuatro diputados para la Cámara de Diputados de Chile. Fue creado en 2018 a partir de los antiguos trigesimonoveno y cuadragésimo distritos. Según el censo de 2017, posee 343 301 habitantes.

## Composición
El distrito está compuesto por las siguientes comunas:
| - Cauquenes - Chanco - Pelluhue - Colbún - Linares - Longaví | - Parral - Retiro - San Javier - Villa Alegre - Yerbas Buenas |  |

## Representación
| 2 | 1 | 1 |

| 2 | 1 | 1 |

### Diputados
| Pactos y partidos políticos                                                                                      |
| --- |
| Chile Vamos La Fuerza de la Mayoría Convergencia Democrática Chile Podemos + Nuevo Pacto Social Apruebo Dignidad |

| Periodo | Diputado | Diputado                  | Diputado | Diputado             | Diputado                | Diputado | Diputado | Diputado            | Diputado              | Diputado | Diputado                        | Diputado | Mandato                                 |
| ------- | -------- | ------------------------- | -------- | -------------------- | ----------------------- | -------- | -------- | ------------------- | --------------------- | -------- | ------------------------------- | -------- | --------------------------------------- |
| LV      |          | Rolando Rentería Möller   |          |                      | Ignacio Urrutia Bonilla |          |          | Jaime Naranjo Ortiz |                       |          | Manuel José Matta Aragay        |          | 11 de marzo de 2018-11 de marzo de 2022 |
| LVI     |          | Gustavo Benavente Vergara |          | Paula Labra Besserer |                         |          |          | Jaime Naranjo Ortiz | Consuelo Veloso Ávila |          | 11 de marzo de 2022-En el cargo |          |                                         |